# ل بلان
لُ بلان (به فرانسوی: Le Blanc) یک کامین در فرانسه است که در Canton of Le Blanc واقع شده‌است.

## خصوصیات
ل بلانک ۵۷٫۶۱ کیلومترمربع مساحت و ۶٬۹۴۶ نفر جمعیت دارد و ۱۲۰ متر بالاتر از سطح دریا واقع شده‌است.